# 中野敬裕
中野 敬裕（なかの たかひろ、1971年3月28日 - ）は、中京圏を拠点に活動する日本のタレント・司会者・ラジオパーソナリティー・俳優。愛知県北名古屋市出身。

## 来歴・人物
- 愛知県立小牧南高等学校を経て岐阜経済大学へと進学[1]し、大学入学と同時に結婚式の司会者として活動を開始。
- 卒後に就職のため一旦現場を離れるが、仕事の幅を広げたいとの思いから名古屋にある某プロダクションの所属タレントとなる[2]。
- 以降、結婚式・式典・イベントでの司会をはじめ、ニュースキャスター・ラジオパーソナリティーとして番組を担当。また役者としてドラマ・舞台に出演。退所後はフリーとして活動[2]。
- 2019年、団体《金Good（キングー）》を立ち上げ、ジャンルにとらわれず「しゃべり」全般に関する活動を開始[2]。
- 2020年2月、全国開催を目指す子育て応援イベント【母聲～ははのこえ～】を主催。
- 「発声・発音・滑舌をしっかりさせて心に伝える」という考えのもと、発声・発音・滑舌に特化した個人・グループレッスンを行っている[2]。
- ボードゲームを通じて勝ち負けを競わず、チームで目標達成を目指す「アチーバス」の認定トレーナーとして、体験会・各種研修で思いやりを持ったリーダーやチームワークの育成なども行っている[2]。

## 出演作品

### テレビドラマ
出典:
- 中学生日記『しゃっちょこばる！4月 前編 猫メール』（NHK, 2004年4月5日）
- 新キッズ・ウォー（CBC, 2005年8月1日 - 9月30日）- 並木 役